# فراتر از محدودیت
فراتر از محدودیت (به انگلیسی: Beyond the Boundary) مجموعه لایت ناول ژاپنی نوشته ناگومو توری و تصویرسازی تومویو کاموی است که از ژوئن ۲۰۱۲ تا دسامبر ۲۰۱۳ منتشر شد. داستان دربارهٔ پسر جوانی به نام آکیهیتو کانبارا است که موجودی جاودانه و نیمه روح است. پس از اینکه او دختری به نام میرای کوریاما را از خودکشی نجات می‌دهد، متوجه می‌شود که او نیز یک جنگجوی جهانی روح است و زندگی آنها به هم گره می‌خورد.
مجموعه تلویزیونی انیمه اقتباسی ساخته استودیو کیوتو انیمیشن از اکتبر و دسامبر ۲۰۱۳ در شبکه‌های تلویزیونی ژاپن پخش شد و یک قسمت اووی‌ای نیز در ژوئیه ۲۰۱۴ منتشر شد. همچنین یک فیلم بلند سینمایی دو قسمتی در مارس و آوریل ۲۰۱۵ به اکران درآمد.